# Jadwiga Nowakowska (posłanka)
Jadwiga Nowakowska z domu Modra (ur. 8 lipca 1940 w Łodzi) – polska polityk, posłanka na Sejm PRL IX kadencji.

## Życiorys
Córka Mariana i Anny. W latach 1954–1956 należała do Związku Młodzieży Polskiej. Od 1957 była szwaczką i później mistrzem szwalni w Zakładach Dziewiarskich „Femina” w Łodzi. W kwietniu 1968 wstąpiła do Polskiej Zjednoczonej Partii Robotniczej. Od 1978 do 1979 zasiadała w egzekutywie Komitetu Łódzkiego partii, w 1979 pełniła funkcję I sekretarza jej Komitetu Zakładowego, była także członkinią Komitetu Centralnego PZPR. W latach 1985–1989 pełniła mandat posłanki na Sejm PRL IX kadencji z okręgu Łódź Bałuty, zasiadając w Komisji Administracji, Spraw Wewnętrznych i Wymiaru Sprawiedliwości oraz w Komisji Nadzwyczajnej do rozpatrzenia projektu ustawy Prawo o stowarzyszeniach oraz projektów ustaw dotyczących związków zawodowych.